# Casimiro Morcillo González
Casimiro Morcillo Gonzàlez (Soto del Real, 26 gennaio 1904 – Madrid, 30 maggio 1971) è stato un arcivescovo cattolico spagnolo.

## Biografia
Viene ordinato sacerdote il 18 dicembre 1926.
Il 25 gennaio 1943 è eletto vescovo ausiliare dell'arcidiocesi di Madrid, ricevendo l'ordinazione episcopale il 9 maggio successivo dal vescovo Leopoldo Eijo y Garay (co-consacranti: vescovo Félix Bilbao y Ugarriza, cardinale Benjamín de Arriba y Castro).
Il 13 maggio 1950 è eletto vescovo di Bilbao.
Il 21 settembre 1955 è eletto arcivescovo di Saragozza.
Partecipò al Concilio Vaticano II, schierandosi con l'ala conservatrice del Coetus Internationalis Patrum.
Il 27 marzo 1964 è eletto arcivescovo di Madrid.
Ha poi conferito l'ordinazione episcopale ad Angel Morta Figuls, Rafael María Nze Abuy (C.M.F.), Ricardo Blanco Granda, Ramón Echarren Istúriz.
Durante il suo ministero episcopale a Madrid, nacque il Cammino Neocatecumenale ad opera di Francisco Argüello.

## Genealogia episcopale e successione apostolica
La genealogia episcopale è:
- Cardinale Scipione Rebiba
- Cardinale Giulio Antonio Santori
- Cardinale Girolamo Bernerio, O.P.
- Arcivescovo Galeazzo Sanvitale
- Cardinale Ludovico Ludovisi
- Cardinale Luigi Caetani
- Cardinale Ulderico Carpegna
- Cardinale Paluzzo Paluzzi Altieri degli Albertoni
- Papa Benedetto XIII
- Papa Benedetto XIV
- Cardinale Enrico Enriquez
- Cardinale Francisco de Solís Folch de Cardona
- Vescovo Agustín Ayestarán Landa
- Arcivescovo Romualdo Antonio Mon y Velarde
- Cardinale Francisco Javier de Cienfuegos y Jovellanos
- Cardinale Cirilo de Alameda y Brea, O.F.M.Obs.
- Cardinale Juan de la Cruz Ignacio Moreno y Maisanove
- Cardinale José María Martín de Herrera y de la Iglesia
- Vescovo Leopoldo Eijo y Garay
- Arcivescovo Casimiro Morcillo González

La successione apostolica è:
- Vescovo Angel Morta Figuls (1965)
- Arcivescovo Rafael María Nze Abuy, C.M.F. (1965)
- Vescovo Ricardo Blanco Granda (1969)
- Vescovo Ramón Echarren Istúriz (1969)